# Iż pijaństwo jest rzecz sprosna a nieprzystojna człowiekowi
Iż pijaństwo jest rzecz sprosna a nieprzystojna człowiekowi – traktat satyryczno-dydaktyczny Jana Kochanowskiego, opublikowany w 1589 w Drukarni Łazarzowej w zbiorze traktatów pt. O Czechu i Lechu historyja naganiona. K temu o cnocie i o sprosności pijaństwa.
Kochanowski wykazuje w traktacie, że nadmierne upijanie się tłumi i marnuje pierwiastki rozumne w istocie ludzkiej, a tym samym pozbawia ją człowieczeństwa i sprowadza do rangi zwierzęcia. Wskazuje również, że pijaństwo pozbawia człowieka wstydu i rozsądku, skłaniając go do popełniania czynów, przed którymi powstrzymałby się będąc trzeźwym. Zauważa również, że nadużywanie alkoholu wyrządza znaczne szkody społeczne – prowadzi do kłótni i zabójstw; niszczy również zdrowie.
Do utworu autor dołączył trzy fraszki ośmieszające nadmierne upijanie się – Źle dopijać się przyjaciela (dowodząca, że przyjaciół nie zdobywa się dzięki wspólnej pijatyce, ale dzięki cnotom charakteru), Pełna prze zdrowie (krytyka nadmiernego picia w czasie uczty) oraz Przymowka chłopska (obrazek pijatyki Pana i Włodarza). Dołączenie fraszek wskazuje na związki utworu z gatunkiem satyry menippejskiej, w którym również proza była przemieszana z wierszem.